# Peter Giger
Hans Peter Giger (Zürich, 12 april 1939) is een Zwitserse drummer, percussionist en bandleider in de jazz.

## Biografie
Giger is beroepsmuzikant sinds 1958, toen hij in Europa toerde met de dixieland-band Tremble Kids. In 1960 vestigde hij zich in Parijs, waar hij werkte bij groepen van Claude Boling, waaronder diens bigband. In de jaren zestig maakte hij opnames met onder meer Duke Ellington en Alice Babs en begeleidde hij musici als Bill Coleman, Albert Nicholas, Stéphane Grappelli, Miriam Klein en Memphis Slim. In 1963 toerde hij met Beryl Bryden. Hij gaf les aan de mede door hem opgerichte Swiss Jazz School (1969-1972). Hij speelde met onder meer Four For Jazz en Benny Bailey en richtte met Alex Bally en Marc Hellman het Drum Circus op. Begin jaren zeventig werkte hij in het kwartet van Albert Mangelsdorff (1972-1976). 
In 1975 verscheen van Giger een solo-percussiealbum, "Family of Percussion", dat verscheen op een eigen platenlabel. De titel van de plaat werd de naam van zijn groep, waarmee hij van ongeveer 1977 tot begin jaren nul van de 21ste eeuw speelde en toerde, zo deed de groep India en Mozambique aan. De percussiegroep bestond oorspronkelijk uit Trilok Gurtu, Doug Hammond en Tom Nicholas. In de jaren van haar bestaan hebben veel gasten meegespeeld, zoals Mangelsdorff, Archie Shepp en Alan Skidmore.
Naast de Family of Percussion had hij in die tijd een trio met Eddy Marron en Günter Lenz (1976) en speelde hij in de klarinet-groep Clarinet Contrast, met bijvoorbeeld Theo Jörgensmann. Eind jaren tachtig leidde hij een groep met daarin ook Jasper  van't Hof. Begin jaren negentig gaf hij les aan het conservatorium van Keulen. 
In 1999 maakte Peter Grätz een film over Giger, Herr der Trommeln.

## Discografie (selectie)
- A Drum is a Woman: The Best of Peter Giger & Family of Percussion (met Albert Mangelsdorff, Trilok Gurtu en Archie Shepp), Intuition, 2006